# Integritätsbedingung
Der Begriff Integritätsbedingung bezeichnet in der Informatik Bedingungen, die an den Zustand eines Prozesses oder einer Datenstruktur gestellt werden. In Bezug auf Datenbanken werden Zustände als konsistent bezeichnet, wenn sie die Integritätsbedingungen erfüllen.

## Definition
Integritätsbedingungen beschreiben Annahmen, die über die Daten bzw. den Zustand getroffen werden, beispielsweise ein bestimmter Datentyp, ein Wertebereich oder eine Abhängigkeitsbeziehung zwischen zwei Objekten. Basierend auf diesen Annahmen kann ein Programmierer Verarbeitungsprozesse beschreiben und gegebenenfalls den Zustand eines Prozesses verändern. Die Einhaltung der Integritätsbedingungen sollte nicht dem Programmierer überlassen werden, sondern vom System geprüft werden.
Inkonsistente Zustände (das heißt Zustände, die die Integritätsbedingungen verletzen) oder ungenau definierte Integritätsbedingungen sind häufige Ursachen für Programmierfehler, da die einzelnen Unterprogramme / Funktionen sich auf deren Einhaltung verlassen.

## Beispiele

### Datenbanken
Relationale Datenbanksysteme bieten die Möglichkeit, bei der Definition eines relationalen Schemas Integritätsbedingungen zu formulieren, deren Einhaltung von dem System garantiert wird. Ein typisches Beispiel für Integritätsbedingungen sind Schlüssel- und Fremdschlüsselbeziehungen.
Es lässt sich spezifizieren, auf welche Art die Einhaltung gewährleistet bzw. wie auf Änderungen reagiert werden soll. Eine Änderung, die eine Integritätsbedingung verletzt, kann entweder ganz unterbunden werden oder aber weitere Änderungen zur Wiederherstellung der Integrität nach sich ziehen (siehe hierzu: Datenbanktrigger). Das nachfolgende SQL-Beispiel modelliert auf stark vereinfachte Weise einen Zusammenhang zwischen Professoren, Studenten, Vorlesungen und Prüfungen. Das Augenmerk soll hier auf die Fremdschlüsselbeziehungen gelegt werden:
```
create
 
table
 
Professor
 
(

  
ID
           
integer
 
primary
 
key

);

create
 
table
 
Student
 
(

  
MatrNr
       
varchar
(
16
)
 
primary
 
key

);

create
 
table
 
Vorlesung
 
(

  
ID
           
integer
 
primary
 
key
,

  
Name
         
varchar
(
32
),

  
Prof
         
integer
 
references
 
Professor
.
ID

               
on
 
delete
 
set
 
null

);

create
 
table
 
Prüfung
 
(

  
Datum
        
date
,

  
Vorlesung
    
integer
 
not
 
null

               
references
 
Vorlesung
.
ID

               
on
 
delete
 
no
 
action
,

  
Stud
         
varchar
(
16
)
 
not
 
null

               
references
 
Student
.
MatrNr

               
on
 
delete
 
cascade

);

```

Folgende Integritätsbedingungen werden in diesem Beispiel definiert:
- Eine Vorlesung referenziert einen Professor. Falls der Professor emeritiert (und der entspr. Datensatz gelöscht) wird, bleibt die Vorlesung erhalten. Der Zusatz on delete set null löscht die Referenz auf den Professor, falls der referenzierte Datensatz gelöscht wird (Integritätsbedingung: Der referenzierte Professor hält die Vorlesung).
- Jede Prüfung referenziert eine Vorlesung. Solange noch eine Prüfung für eine Vorlesung existiert, darf diese Vorlesung nicht aus der Datenbank gelöscht werden. Der Zusatz on delete no action verhindert, dass ein referenzierter Datensatz aus der Tabelle „Vorlesung“ gelöscht wird. (Integritätsbedingung: Zu jeder Prüfung gibt es auch eine Vorlesung).
- Jede Prüfung referenziert einen Studenten, der die Prüfung ablegt. Falls der Student exmatrikuliert (und der entspr. Datensatz gelöscht wird), findet auch die Prüfung nicht statt. Der Zusatz on delete cascade führt dazu, dass eine Prüfung gelöscht wird, falls der referenzierte Student gelöscht wird. (Integritätsbedingung: Ohne Student gibt es auch keine Prüfung).

Die Einhaltung dieser Bedingung gewährleistet die Datenbank.

#### Benutzerrechte
Naturgemäß schränkt die Spezifikation von Integritätsbedingungen die Zahl der erlaubten Operationen ein. Da sich in einer relationalen Datenbank diese Einschränkungen auch auf andere Tabellen auswirken können als auf die konkrete Tabelle, innerhalb derer die Bedingung spezifiziert wurde, gibt es in manchen Datenbanken eine spezielle Berechtigung, die es erlaubt, eine erstellte Tabelle zu referenzieren. Im obigen Beispiel verhindert der Zusatz on delete no action das Löschen von Einträgen der Tabelle Vorlesung. Entsprechend muss der Besitzer der Tabelle Prüfung die Berechtigung besitzen, die Tabelle Vorlesung zu referenzieren.

#### Optimierung
Da die Einhaltung von Integritätsbedingungen innerhalb der Datenbank aufwändige Prüfungen zur Folge haben kann, wird zur Verbesserung der Laufzeiten in den meisten Fällen auf deren explizite Spezifikation verzichtet. Die Folge davon sind Datenschiefstände innerhalb der Datenbank. Die dazugehörende Software muss, je nach Anwendungsszenario, die verbliebenen inkonsistenten Daten innerhalb der Datenbank erkennen und berücksichtigen können. Wenn die Einhaltung der Bedingungen durch die Anwendung selbst nicht gewährleistet ist und der resultierende Datenschiefstand nicht umgangen werden kann, läuft die Software nicht fehlerfrei.

### Dokumente
Eine Vielzahl von Integritätsbedingungen lassen sich auch im Kontext der Text- oder Dokumentenverarbeitung finden. Es leuchtet intuitiv ein, dass die Integrität eines Dokumentes verletzt ist, wenn das Inhaltsverzeichnis falsche Seitenzahlen beinhaltet oder Hyperlinks in HTML-Seiten ins Leere zeigen.
In formalisierter Form lassen sich Integritätsbedingungen für XML-Dokumente zum Beispiel durch XML-Schema beschreiben. Die folgende XML-Element Definition könnte zum Beispiel dazu dienen, einen neuen Element-Typ zu definieren, der ausschließlich die Angaben der Körpertemperatur von Menschen zulässt. In diesem Fall 3 Dezimalstellen, 1 Nachkommastelle sowie Minimal- und Maximalwerte
```
<simpleType
 
name=
"celsiusKörperTemp"
>

  
<restriction
 
base=
"xsd:decimal"
>

    
<totalDigits
 
value=
"3"
/>

    
<fractionDigits
 
value=
"1"
/>

    
<minInclusive
 
value=
"30.0"
/>

    
<maxInclusive
 
value=
"42.5"
/>

  
</restriction>

</simpleType>

```